# Decolonização do conhecimento

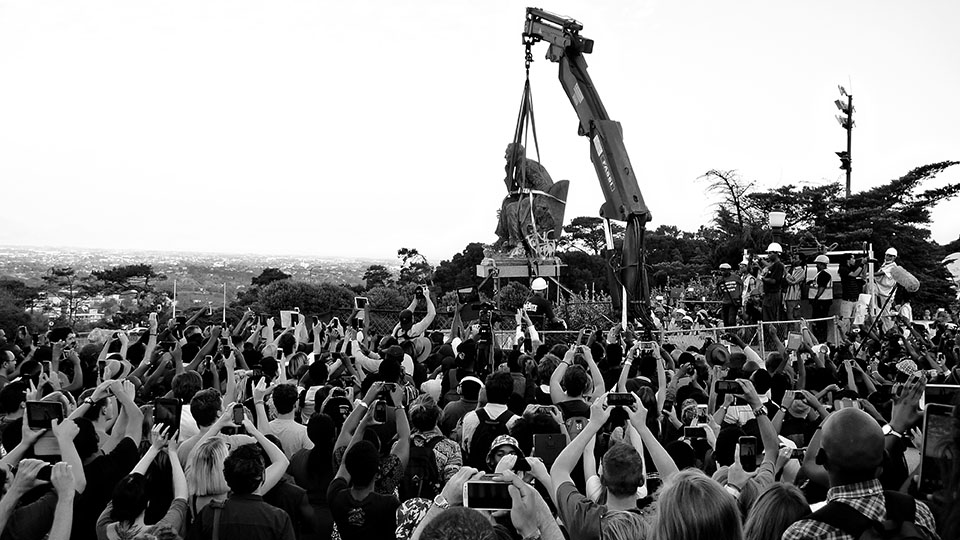
Remoção da estátua de Cecil Rhodes do campus da Universidade da Cidade do Cabo em 9 de abril de 2015. Diz-se que o movimento Rhodes Must Fall foi motivado pelo desejo de descolonizar o conhecimento e a educação na África do Sul.

A decolonização do conhecimento (também decolonização epistêmica ou decolonização epistemológica) é um conceito avançado na erudição decolonial que critica a hegemonia percebida dos sistemas de conhecimentos ocidentais. Procura construir e legitimar outros sistemas de conhecimento explorando epistemologias, ontologias e metodologias alternativas. É também um projeto intelectual que visa “desinfetar” atividades acadêmicas que se acredita terem pouca relação com a busca objetiva do conhecimento e da verdade. A presunção é que se currículos, teorias e conhecimentos são colonizados, isso significa que eles foram parcialmente influenciados por considerações políticas, econômicas, sociais e culturais. A perspectiva do conhecimento decolonial abrange uma ampla variedade de assuntos, incluindo filosofia (epistemologia em particular), ciência, história da ciência e outras categorias fundamentais nas ciências sociais.

## Antecedentes e contexto

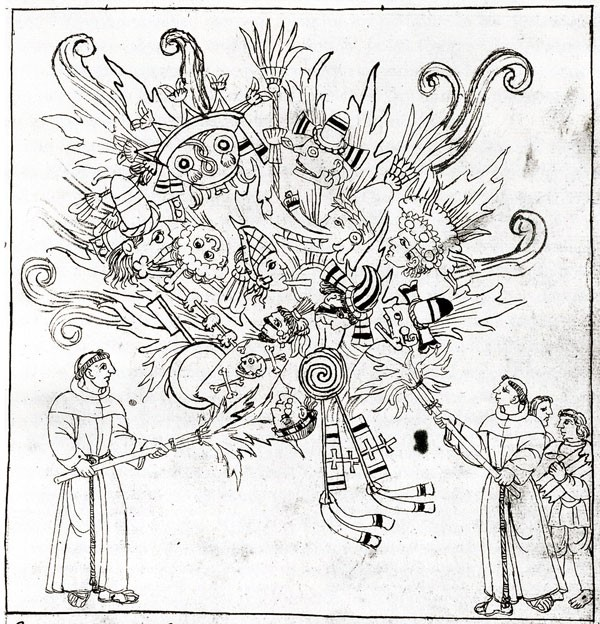
Em sua Descripción de Tlaxcala de 1585, Diego Muñoz Camargo ilustra a destruição de códices mexicanos por frades franciscanos.

A descolonização do conhecimento indaga sobre os mecanismos históricos de produção do conhecimento e seus fundamentos coloniais e etnocêntricos percebidos. Argumentou-se que o conhecimento e os padrões que determinam a validade do conhecimento foram desproporcionalmente informados pelo sistema ocidental de pensamento e modos de estar no mundo. De acordo com a teoria decolonial, o sistema de conhecimento ocidental que surgiu na Europa durante o renascimento e o Iluminismo foi implantado para legitimar o esforço colonial da Europa, que acabou se tornando parte do domínio colonial e das formas de civilização que os colonizadores levaram consigo. Essa perspectiva sustenta que o conhecimento produzido pelo sistema ocidental foi considerado superior ao produzido por outros sistemas por ter uma qualidade universal. Pesquisadores decoloniais concordam que o sistema ocidental de conhecimento ainda continua a determinar o que deve ser considerado como conhecimento científico e continua a "excluir, marginalizar e desumanizar" aqueles com diferentes sistemas de conhecimento, experiência e visões de mundo. Aníbal Quijano afirmou:
Com efeito, todas as experiências, histórias, recursos e produtos culturais acabaram em uma ordem cultural global girando em torno da hegemonia europeia ou ocidental. A hegemonia da Europa sobre o novo modelo de poder global concentrou sob sua hegemonia todas as formas de controle da subjetividade, da cultura e, principalmente, do conhecimento e da produção do conhecimento (...) Eles reprimiram tanto quanto possível as formas colonizadas de produção de conhecimento, os modelos de produção de sentido, seu universo simbólico, o modelo de expressão e de objetivação e subjetividade.
Em seu livro Decolonizing Methodologies: Research and Indigenous Peoples, a professora neozelandesa Linda Tuhiwai Smith escreveu:
O imperialismo e o colonialismo trouxeram total desordem aos povos colonizados, desconectando-os de suas histórias, suas paisagens, suas línguas, suas relações sociais e suas próprias formas de pensar, sentir e interagir com o mundo.
De acordo com este ponto de vista, o colonialismo acabou no sentido legal e político, mas seu legado continua em muitas “situações coloniais” onde indivíduos e grupos em lugares historicamente colonizados são marginalizados e explorados. Os estudiosos decoloniais referem-se a esse legado contínuo do colonialismo como "colonialidade", que descreve a opressão e a exploração deixadas pelo colonialismo em uma variedade de domínios inter-relacionados, incluindo o domínio da subjetividade e do conhecimento.

## Origem e desenvolvimento
Em grupos comunitários e movimentos sociais nas Américas, a decolonização do conhecimento remonta à resistência contra o colonialismo desde o seu início em 1492. Sua emergência como uma preocupação acadêmica é um fenômeno bastante recente. Segundo Enrique Dussel, o tema da decolonização epistemológica tem origem em um grupo de pensadores latino-americanos. Embora a noção de decolonização do conhecimento seja um tema acadêmico desde a década de 1970, Walter Mignolo diz que foi o engenhoso trabalho do sociólogo peruano Anibal Quijano que “vinculou explicitamente a colonialidade do poder nas esferas política e econômica com a colonialidade do conhecimento”. Desenvolveu-se como "uma elaboração de uma problemática" que começou como resultado de várias posturas críticas como o pós-colonialismo, os estudos subalternos e o pós-modernismo. Enrique Dussel diz que a decolonização epistemológica se estrutura em torno das noções de colonialidade do poder e transmodernidade, que tem suas raízes nos pensamentos de José Carlos Mariátegui, Frantz Fanon e Immanuel Wallerstein. Segundo Sabelo J. Ndlovu-Gatsheni, embora as dimensões política, econômica, cultural e epistemológica da decolonização estivessem e estejam intrinsecamente ligadas, a conquista da soberania política foi preferida como uma "lógica estratégica prática de luta contra o colonialismo". Como resultado, a decolonização política no século XX não conseguiu atingir a decolonização epistemológica, pois não indagou amplamente sobre o complexo domínio do conhecimento.

## Aspectos temáticos
A decolonização é por vezes entendida como uma rejeição da noção de objetividade, que é vista como um legado do pensamento colonial. Às vezes, argumenta-se que a concepção universal de ideias como "verdade" e "fato" são construções ocidentais que são impostas a outras culturas estrangeiras. Essa tradição considera as noções de verdade e fato como "locais", argumentando que o que é "descoberto" ou "expresso" em um lugar ou tempo pode não ser aplicável em outro. As preocupações da descolonização do conhecimento são que o sistema de conhecimento ocidental tornou-se uma norma para o conhecimento global e que suas metodologias são as únicas consideradas apropriadas para uso na produção de conhecimento. Diz-se que essa abordagem hegemônica percebida em relação a outros sistemas de conhecimento reduziu a diversidade epistêmica e estabeleceu o centro do conhecimento, acabando por suprimir todas as outras formas de conhecimento. Boaventura de Sousa Santos diz que "por todo o mundo, não só existem formas muito diversas de conhecimento da matéria, da sociedade, da vida e do espírito, mas também muitos e muito diversos conceitos do que conta como conhecimento e critérios que podem ser usados para validá-lo." No entanto, afirma-se que esta variedade de sistemas de conhecimento não ganhou muito reconhecimento. Segundo Lewis Gordon, a formulação do conhecimento em sua forma singular era desconhecida em tempos anteriores ao surgimento da modernidade europeia. Os modos de produção do conhecimento e as noções de conhecimento eram tão diversificados que o "conhecimento", na sua opinião, seriam a descrição mais apropriada.
Segundo Walter Mignolo, a base moderna do conhecimento é, portanto, territorial e imperial. Esta fundamentação assenta na “organização e classificação sócio-histórica do mundo fundada numa macronarrativa e num conceito e princípios específicos de conhecimento” que encontra as suas raízes na modernidade europeia. Ele articula a decolonização epistêmica como um movimento expansivo que identifica "localizações geopolíticas de teologia, filosofia secular e razão científica" ao mesmo tempo em que afirma "os modos e princípios de conhecimento que foram negados pela retórica da cristianização, civilização, progresso, desenvolvimento e democracia de mercado”. Segundo Achille Mbembe, decolonizar o conhecimento significa contestar a epistemologia ocidental hegemônica que suprime tudo o que é previsto, concebido e formulado de fora da epistemologia ocidental. Tem dois aspectos: uma crítica aos paradigmas de conhecimento ocidentais e o desenvolvimento de novos modelos epistêmicos. Savo Heleta afirma que a descolonização do conhecimento "implica o fim da confiança no conhecimento, teorias e interpretações impostas, e teorização baseada nas próprias experiências passadas e presentes e na interpretação do mundo".

## Significado
Segundo Anibal Quijano, a decolonização epistemológica é necessária para abrir novos caminhos para a comunicação intercultural e para o compartilhamento de experiências e significados, lançando as bases para uma racionalidade alternativa que poderia legitimamente reivindicar algum grau de universalidade. Sabelo J. Ndlovu-Gatsheni diz que a decolonização epistemológica é essencial para abordar a "divisão intelectual global assimétrica do trabalho" na qual a Europa e a América do Norte não apenas atuam como professores do resto do mundo, mas também servem como centros para a produção de teorias e conceitos que são "consumidos" por toda a raça humana.

## Abordagens
Segundo Linda Tuhiwai Smith, a decolonização "não significa uma rejeição total de toda teoria ou pesquisa ou conhecimento ocidental". Na visão de Lewis Gordon, a descolonização do conhecimento exige um distanciamento dos "compromissos com as noções de um inimigo epistêmico". Em vez disso, enfatiza "a apropriação de toda e qualquer fonte de conhecimento" a fim de alcançar relativa autonomia epistêmica e justiça epistêmica para "tradições de conhecimento anteriormente não reconhecidas e/ou suprimidas".

### Decolonização indígena
A decolonização indígena descreve processos teóricos e políticos em andamento cujo objetivo é contestar e reformular narrativas sobre histórias de comunidades indígenas e os efeitos da expansão colonial, assimilação cultural, pesquisa da cultura ocidental exploradora e, muitas vezes, embora não inerente, o genocídio.Os povos indígenas engajados no trabalho de decolonização adotam uma postura crítica em relação às práticas e discursos de pesquisa centrados no ocidente e buscam reposicionar o conhecimento dentro das práticas culturais indígenas.
O trabalho decolonial que se baseia nas estruturas do pensamento político ocidental tem sido caracterizado como paradoxalmente promovendo a desapropriação cultural. Nesse contexto, tem havido um chamado para o uso de recuperação e rejuvenescimento intelectual, espiritual, social e físico independente, mesmo que essas práticas não se traduzam prontamente em reconhecimento político. Os pesquisadores também podem caracterizar a decolonização indígena como uma luta interseccional que "não pode libertar todas as pessoas sem primeiro abordar o racismo e o sexismo".
Além das dimensões teóricas do trabalho de decolonização indígena, campanhas de ação direta, jornadas de cura e lutas sociais incorporadas pela decolonização são frequentemente associadas a lutas de resistência nativa contínua e disputas por direitos à terra, extração ecológica, marginalização política e soberania. Embora as lutas de resistência nativa tenham durado séculos, um aumento do ativismo indígena ocorreu na década de 1960 – coincidindo com os movimentos de libertação nacional na África, Ásia e Américas.

#### Modelo das relações do conhecimento
Os pesquisadores decoloniais investigam várias formas de conhecimento indígena em seus esforços para decolonizar o conhecimento e as visões de mundo. Louis Botha et al defendem um "modelo relacional de conhecimento", que eles situam dentro dos conhecimentos indígenas. Esses conhecimentos indígenas são baseados nas percepções e modos de conhecimento dos povos indígenas. Eles consideram os conhecimentos indígenas essencialmente relacionais porque essas tradições de conhecimento valorizam muito as relações entre os atores, objetos e ambientes envolvidos no desenvolvimento do conhecimento. Essa abordagem relacional "em rede" para a produção de conhecimento promove e encoraja conexões entre os indivíduos, grupos, recursos e outros componentes das comunidades produtoras de conhecimento. Para Louis Botha et al, por ser construída sobre uma ontologia que reconhece o reino espiritual como real e essencial para a formação do conhecimento, essa relacionalidade também é fundamentalmente espiritual e alimenta conceitos axiológicos sobre por que e como o conhecimento deve ser criado, preservado e utilizado.

### No ambiente acadêmico
Um dos aspectos mais cruciais da decolonização do conhecimento é repensar o papel do ambiente acadêmico, que, segundo Louis Yako, antropólogo iraquiano-americano, tornou-se o "maior inimigo do conhecimento e da opção decolonial". Ele diz que as universidades ocidentais sempre serviram aos poderes coloniais e imperiais, e a situação só piorou no neoliberalismo. De acordo com Yako, o primeiro passo para descolonizar a produção de conhecimento acadêmico é examinar cuidadosamente "como o conhecimento é produzido, por quem, quais trabalhos são canonizados e ensinados em teorias e cursos fundamentais, e que tipos de bibliografias e referências são mencionadas em cada livro e artigo publicado." Ele critica as universidades ocidentais por suas supostas políticas em relação a trabalhos de pesquisa que prejudicam fontes estrangeiras e independentes, favorecendo citações a estudiosos europeus ou americanos de "elite" que são comumente considerados "fundacionais" em seus respectivos campos, e pede o fim dessa prática.
Shose Kessi et al. argumentam que o objetivo do ambiente acadêmico "não é alcançar novas ordens de homogeneidade, mas sim maior representação de ideias pluralistas e conhecimento rigoroso". Convidam os acadêmicos a escrutinarem com atenção os autores e as vozes que se apresentam como autoridades num determinado assunto ou na sala de aula, os métodos e epistemologias que são ensinados ou privilegiados, bem como as preocupações acadêmicas que são tidas como fundamentais e as que são ignorado. Eles devem reconsiderar as ferramentas ou abordagens pedagógicas usadas no processo de aprendizagem dos alunos, bem como examinar os sistemas de conhecimento indígenas ou comunitários que são seguidos, promovidos ou permitidos para redefinir a agenda de aprendizagem. O propósito e o futuro do conhecimento também devem ser reavaliados durante esse processo. Houve sugestões para expandir a lista de leitura e criar um currículo inclusivo que incorpore uma variedade de vozes e pontos de vista para representar perspectivas globais e históricas mais amplas. Os pesquisadores são instados a investigar fora dos cânones de conhecimento ocidentais para determinar se existem cânones alternativos que foram negligenciados ou desconsiderados como resultado do colonialismo.
Ngũgĩ wa Thiong'o, que enfatiza a importância de decolonizar a história, a memória e a linguagem, afirmou que a linguagem, e não a geopolítica, deveria servir como ponto inicial da decolonização. Segundo Mahmood Mamdani, a ideia de uma universidade baseada em uma única língua é uma herança colonial, como no caso das universidades africanas, que começaram como um projeto colonial, sendo o inglês ou o francês a língua do projeto, e reconhecia apenas um intelectual tradição — a tradição ocidental. De acordo com Mamdani, a educação universitária precisa ser mais diversificada e multilíngue, com foco não apenas em fornecer educação ocidentalizada em uma variedade de idiomas, mas também em maneiras de promover tradições intelectuais não ocidentais como tradições vivas que podem apoiar tanto o discurso acadêmico quanto o público. Mamdani defende a alocação de fundos para a criação de unidades acadêmicas que possam pesquisar e instruir nas tradições intelectuais não ocidentais. Ele acredita que aprender a linguagem na qual a tradição foi historicamente desenvolvida é necessário se alguém quiser acessar uma tradição intelectual diferente.
Louis Yako se opõe à rotulação de novos estudiosos como "marxista", "foucaultiano", "hegeliano", "kantiano" e assim por diante, que ele vê como um "método colonial de autovalidação e pesquisa" por meio desses estudiosos. De acordo com Yako, apesar do fato de que estudiosos como Marx, Hegel, Foucault e muitos outros foram todos inspirados por numerosos pensadores antes deles, eles não são identificados com os nomes de tais intelectuais. Ele critica o processo acadêmico de avaliação por pares como um sistema de "porteiros" que regulam a produção de conhecimento em um determinado campo ou sobre uma determinada região do mundo.

### Nas demais disciplinas acadêmicas
A fim de superar as restrições percebidas dos cânones de conhecimento ocidentais, os proponentes da decolonização do conhecimento pedem a decolonização de várias disciplinas acadêmicas, incluindo história, ciência e história da ciência, filosofia, (em particular, epistemologia), psicologia, sociologia, ciência da religião, e Direito.

#### História
Argumentou-se que a "visão de mundo colonialista", que supostamente prioriza as crenças, direitos e dignidade de algumas pessoas sobre as de outras, teve um impacto na estrutura teórica que sustenta o campo acadêmico moderno da história. Diz-se que esse campo de estudo moderno se desenvolveu pela primeira vez na Europa durante um período de crescente nacionalismo e exploração colonial, que determina as narrativas históricas do mundo. Esta conta sugere "que as próprias maneiras pelas quais somos condicionados a olhar e pensar sobre o passado são muitas vezes derivadas de escolas de pensamento imperialistas e radicalizadas". A abordagem decolonial na história requer "um exame do mundo não-ocidental em seus próprios termos, inclusive antes da chegada dos exploradores e imperialistas europeus". Em um esforço para entender o mundo antes do século XV, ele tenta situar a Europa Ocidental em relação a outras "Grandes Potências" históricas como o Império Bizantino ou o califado abássida. Ele "requer estudo crítico rigoroso do império, poder e contestação política, juntamente com uma reflexão sobre as categorias construídas de diferença social". Segundo Walter Mignolo, descobrir a variedade de tradições históricas locais é crucial para "restaurar a dignidade que a ideia ocidental de história universal tirou de milhões de pessoas".

#### Ciência moderna
A abordagem decolonial contesta a noção de ciência como "puramente objetiva, exclusivamente empírica, imaculadamente racional e, portanto, singularmente confirmadora da verdade". De acordo com esse relato, tal perspectiva em relação à ciência implica "que a realidade é discreta e estagnada; imune à subjetividade de seu observador, incluindo suas persuasões culturais; e desmontável em suas partes componentes cujo funcionamento pode então ser verificado por meios verificacionistas". Laila N Boisselle situa a ciência moderna dentro da filosofia ocidental e dos paradigmas ocidentais de conhecimento, dizendo que "diferentes formas de saber como o mundo funciona são formadas a partir da cosmologia do observador e oferecem oportunidades para o desenvolvimento de muitas ciências". Margaret Blackie e Hanelie Adendorff argumentam "que a prática da ciência pelos cientistas foi profundamente influenciada pela modernidade ocidental". De acordo com essa perspectiva, a ciência moderna "reflete elementos fundamentais do empirismo de acordo com Francis Bacon, do positivismo conforme conceituado por Comte e do neopositivismo sugerido pela Escola de Viena no início dos anos 1900". Também foi sugerido que a perspectiva científica dominante que minimiza a função ou influência do Espírito ou Deus em qualquer manifestação em seus processos, não é apenas ocidental e moderna, mas também secular em sua orientação.
Boisselle procurou identificar duas questões com o conhecimento ocidental, incluindo a "Ciência Moderna Ocidental". Para ela, começa por buscar explicar a natureza do universo apenas com base na razão. A segunda é que ela se considera a guardiã de todo conhecimento e tem o poder de "autenticar e rejeitar outros conhecimentos". A ideia de que a ciência moderna é o único método legítimo de conhecimento tem sido chamada de “fundamentalismo científico” ou “cientificismo”. Diz-se que assume o papel de guardião ao situar iniciativas de "ciência para todos" em escala global dentro da estrutura do cientificismo. Com isso, diz-se ter adquirido o poder de decidir quais saberes científicos são considerados "epistemologicamente rigorosos". Segundo Boaventura de Sousa Santos, para decolonizar a ciência moderna é preciso considerar "a parcialidade do conhecimento científico", ou, dito de outra forma, reconhecer que, como qualquer outro sistema de conhecimento, "a ciência é um sistema de conhecimento e ignorância". Para Santos, "o conhecimento científico é parcial porque não conhece tudo o que é considerado importante e não pode saber tudo o que é considerado importante". A esse respeito, Boisselle defende uma "ciência relacional" baseada em uma "ontologia relacional" que respeita "a interconexão dos aspectos físicos, mentais, emocionais e espirituais dos indivíduos com todos os seres vivos e com o mundo estelar e o universo".
Samuel Bendeck Sotillos, com referência à filosofia perene, critica a ciência moderna por sua rejeição da metafísica e das tradições espirituais de todo o mundo. Ele afirma que “a crença de que somente o método científico dá acesso a formas válidas de conhecimento é não apenas falha, mas totalitária, tendo suas raízes no Iluminismo europeu ou na chamada Idade da Razão”. Para ele, “essa visão dogmática não é ciência, mas uma ideologia conhecida como cientificismo, que nada tem a ver com o exercício adequado do método científico”. Esse ponto de vista contesta a ideia de que a ciência é a Verdade, com “T” maiúsculo, afirmando que “a ciência contemporânea está largamente relegada a lidar com aproximações; ao fazê-lo, está sempre modificando seu entendimento e, portanto, não tem condições de afirmar o que pode ser finalmente conhecido com certeza", e promove uma compreensão da ciência dentro dos limites de seus pressupostos filosóficos subjacentes sobre a realidade física. Nesse contexto, Sotillos busca resgatar a metafísica tradicional, também conhecida como ciência sagrada ou scientia sacra (ciência sagrada), que se orienta por princípios metafísicos e se baseia nos ensinamentos sapientes das religiões mundiais.

#### História da ciência
Começando em meados da década de 1980, as histórias pós-coloniais da ciência são consideradas uma “reescrita descentrada, diaspórica ou 'global' de grandes narrativas imperiais anteriores centradas na nação”. Essas histórias procuram descobrir "contra-histórias da ciência, os legados do conhecimento pré-colonial, ou resíduos e ressurreições das relações constitutivas da ciência colonial". Em vez de "centrar institutos científicos em metrópoles coloniais", esta história tenta examinar o que Warwick Anderson se refere "como a economia instável das espacialidades mutáveis da ciência à medida que o conhecimento é transacionado, traduzido e transformado em todo o mundo". Procura erradicar as "grandes narrativas imperiais", que dizem provincianizar a ciência em uma única "tradição de conhecimento indígena". Em vez disso, procura reconhecer "as origens culturalmente diversas e globais da ciência" e construir um modelo cosmopolita de história da ciência no lugar da visão estreita da ciência como criação de "gênios solitários". Essa perspectiva reconhece as contribuições de outras civilizações para a ciência e oferece uma "contrageografia da ciência que não é eurocêntrica e linear". O princípio central é que a história da ciência deve ser vista como uma história de transmissões. Nisso, Prakash Kumar et al citam Joseph Needham dizendo, "a ciência moderna...[é] como um oceano no qual os rios de todas as civilizações do mundo derramaram suas águas".

#### Filosofia
Nelson Maldonado-Torres e outros veem a virada decolonial na filosofia "como uma forma de libertar e decolonizar a razão além da emancipação liberal e iluminista da racionalidade e além das eurocríticas mais radicais que falharam em desafiar consistentemente os legados do eurocentrismo e da heteronormatividade masculina (muitas vezes críticas eurocêntricas do eurocentrismo)". De acordo com Sajjad H. Rizvi, a mudança para a filosofia global pode anunciar um afastamento radical da epistemologia colonial e preparar o caminho para a decolonização do conhecimento, particularmente no estudo das humanidades. Em oposição ao que se diz ter sido o método padrão nos estudos de filosofia, ele argumenta contra o foco apenas nos filósofos ocidentais. Rizvi defende a inclusão da filosofia islâmica na discussão porque acredita que ela ajudará no processo de decolonização e pode eventualmente substituir a educação eurocêntrica da filosofia por uma "pedagogia de viver e ser" expansiva. Philip Higgs defende a inclusão da filosofia africana no contexto da decolonização. Sugestões semelhantes foram feitas para a filosofia indiana e para a filosofia chinesa. Maldonado-Torres et al discutem questões na filosofia de raça e gênero, bem como na filosofia asiática e na filosofia latino-americana como instâncias da virada decolonial e da filosofia decolonizadora, argumentando que "Ásia e América Latina não são apresentadas aqui como as outras continentais da Europa mas como categorias e projetos construídos que precisam ser decolonizados”.

#### Psicologia
De acordo com muitos influentes líderes e pensadores coloniais e pós-coloniais, a decolonização foi "essencialmente um projeto psicológico" envolvendo uma "recuperação do eu" e "uma tentativa de reformular os discursos coloniais prejudiciais da individualidade". De acordo com a perspectiva decolonial, a psicologia eurocêntrica, que se baseia em uma história e cultura específicas, coloca forte ênfase em "métodos, linguagens, símbolos e histórias positivistas experimentais". Uma abordagem decolonizadora em psicologia procura, assim, mostrar como o colonialismo, o orientalismo e as presunções eurocêntricas ainda estão profundamente arraigados na ciência psicológica moderna, bem como nas teorias psicológicas da cultura, identidade e desenvolvimento humano. A psicologia decolonizadora envolve compreender e capturar a história da colonização, bem como seus efeitos percebidos nas famílias, nações, nacionalismo, instituições e produção de conhecimento. Procura alargar os limites dos horizontes culturais, que devem servir de porta de entrada “para novos confrontos e novos saberes”. A virada decolonial na psicologia envolve a subversão da metodologia de pesquisa convencional, criando espaços para conhecimento indígena, histórias orais, arte, conhecimento comunitário e experiências vividas como formas legítimas de conhecimento. Samuel Bendeck Sotillos busca se libertar dos supostos limites da psicologia moderna, que ele afirma ser dominada pelos preceitos da ciência moderna e que só aborda uma "porção muito restrita da individualidade humana". Em vez disso, ele quer reviver a visão tradicional do ser humano como um espírito, uma alma e um corpo.

#### Sociologia
Pesquisadores decoloniais argumentam que o estudo sociológico é agora dominado pelos pontos de vista de acadêmicos do Norte Global e estudos empíricos que se concentram nesses países. Isso leva a teorias sociológicas que retratam o Norte Global como "normal" ou "moderno", enquanto qualquer coisa fora dele é considerada "desviante" ou "ainda a ser modernizada". Diz-se que tais teorias minam as preocupações do Sul Global, apesar do fato de representarem cerca de 84% da população mundial. Eles colocam uma forte ênfase em levar em consideração os problemas, perspectivas e modo de vida daqueles no Sul Global que normalmente são deixados de fora da pesquisa sociológica e da construção de teorias; assim, a descolonização nesse sentido refere-se a tornar as realidades sociais não-ocidentais mais relevantes para o debate acadêmico.

#### Ciência da religião
De acordo com a perspectiva decolonial, a ciência da religião é uma das muitas disciplinas de humanidades que tem suas raízes no colonialismo europeu. Por isso, as temáticas que aborda, os conceitos que reforça e até mesmo os ambientes em que é ensinado nas instituições acadêmicas apresentam características coloniais. Segundo Malory Nye, para descolonizar a ciência da religião, é preciso estar metodologicamente ciente dos legados históricos e intelectuais do colonialismo no campo, bem como dos pressupostos fundamentais sobre o assunto, incluindo a concepção de religião e as religiões do mundo. Para Adriaan van Klinken, uma virada descolonial na ciência das religiões abrange a reflexividade, é interativa e desafia "as estruturas ocidentais de análise e prática acadêmica consideradas normais". Deve aceitar "a pluriversalidade das formas de saber e de ser" no mundo. A interpretação do Alcorão na comunidade acadêmica euro-americana tem sido citada como um exemplo, onde "o fenômeno da revelação (Wahy)" como é entendido no Islã é muitas vezes negado, desconsiderado ou considerado sem importância para a compreensão do escritura. De acordo com Joseph Lumbard, os modos analíticos euro-americanos permearam os estudos do Alcorão e têm um impacto duradouro em todas as facetas da disciplina. Ele defende abordagens mais inclusivas que levem em conta diferentes formas de análise e façam uso de ferramentas analíticas da tradição islâmica clássica.

#### Direito
Aitor Jiménez González argumenta que "o uso generalizado do termo 'direito' ou 'Direito' (inicial maiúscula) mascara o fato de que o conceito que estamos usando não é uma categoria universal, mas altamente provinciana, baseada na cosmovisão jurídica ocidentalizada". Segundo ele, não foi a "difusão pacífica de uma ciência superior" que acabou levando à adoção universal da noção ocidental de direito. Pelo contrário, "foi o resultado de séculos de colonialismo, repressão violenta contra outras cosmovisões jurídicas durante os períodos coloniais e a persistência do processo referido como colonialidade". A postura decolonial sobre o direito facilita o diálogo entre vários entendimentos e perspectivas epistêmicas sobre o direito em primeiro lugar, desafiando a hegemonia percebida do paradigma jurídico ocidentalizado. Trata-se de uma estratégia de transformação de uma cultura jurídica historicamente baseada em uma compreensão hegemônica ou eurocêntrica do direito em uma cultura mais inclusiva. Ele destaca a necessidade de uma nova perspectiva histórica que enfatize a diversidade sobre a homogeneidade e ponha em dúvida a noção de que o Estado é o "principal organizador da vida legal e jurídica".
Segundo Asikia Karibi-Whyte, a decolonização vai além da inclusão na medida em que visa desmantelar as noções e pontos de vista que desvalorizam o "outro" no discurso jurídico. Este ponto de vista sustenta que os valores de uma sociedade formam a base do conhecimento jurídico e defende a priorização desses valores ao debater questões jurídicas específicas. Isso ocorre porque as normas jurídicas nas ex-colônias carregam a marca do colonialismo e dos valores das sociedades coloniais. Por exemplo, o Common Law inglês predomina nas ex-colônias britânicas em toda a África e na Ásia, enquanto o sistema de Direito Civil é usado em muitas ex-colônias francesas que refletem os valores da sociedade francesa. Nesse contexto, a descolonização do direito clama "pela inclusão crítica de epistemologias, modos de saber, experiências vividas, textos e trabalhos acadêmicos" que o colonialismo expulsou dos discursos jurídicos.

### Pesquisa inclusiva
A pesquisa neocolonial ou ciência neocolonial, frequentemente descrita como pesquisa de helicóptero, ciência de paraquedas ou pesquisa, pesquisa parasitária, ou estudo safári, é quando pesquisadores de países mais ricos vão para um país em desenvolvimento, coletam informações, viajam de volta para seu país, analisam os dados e amostras e publicam os resultados com nenhum ou pouco envolvimento de pesquisadores locais. Um estudo de 2003 da Academia de Ciências da Hungria constatou que 70% dos artigos em uma amostra aleatória de publicações sobre países menos desenvolvidos não incluíam um coautor de pesquisa local.
Frequentemente, durante esse tipo de pesquisa, os colegas locais podem ser usados para fornecer suporte logístico como fixadores, mas não são contratados por sua experiência ou recebem crédito por sua participação na pesquisa. As publicações científicas resultantes da ciência do paraquedas frequentemente contribuem apenas para a carreira dos cientistas dos países ricos, limitando assim o desenvolvimento da capacidade científica local (como os institutos de pesquisa financiados) e as carreiras dos cientistas locais. Essa forma de ciência "colonial" tem reverberações das práticas científicas do século XIX de tratar participantes não ocidentais como "outros" para promover o colonialismo — e os críticos pedem o fim dessas práticas extrativistas para decolonizar o conhecimento.
Esse tipo de abordagem de pesquisa reduz a qualidade da pesquisa porque os pesquisadores internacionais podem não fazer as perguntas certas ou estabelecer conexões com questões locais. O resultado dessa abordagem é que as comunidades locais são incapazes de alavancar a pesquisa em seu próprio benefício. Em última análise, especialmente para campos que lidam com questões globais como a biologia da conservação, que dependem das comunidades locais para implementar soluções, a ciência neocolonial impede a institucionalização das descobertas nas comunidades locais, a fim de abordar questões que estão sendo estudadas pelos cientistas.

### Mudança na metodologia de pesquisa
De acordo com Mpoe Johannah Keikelame e Leslie Swartz, "a metodologia de pesquisa decolonizadora é uma abordagem usada para desafiar os métodos de pesquisa eurocêntricos que minam o conhecimento local e as experiências dos grupos populacionais marginalizados". Embora não haja um paradigma ou prática definida para descolonizar a metodologia de pesquisa, Thambinathan e Kinsella oferecem quatro métodos que os pesquisadores qualitativos podem usar. Esses quatro métodos incluem engajar-se na práxis transformadora, praticar a reflexividade crítica, empregar reciprocidade e respeito pela autodeterminação, bem como aceitar formas de conhecimento "Outras(ed)". Para Sabelo Ndlovu Gatsheni, decolonizar a metodologia passa por “desmascarar seu papel e propósito na pesquisa”. Deve transformar a identidade dos objetos de pesquisa em questionadores, críticos, teóricos, conhecedores e comunicadores. Além disso, a pesquisa deve ser redirecionada para se concentrar no que a Europa fez pela humanidade e pelo meio ambiente, em vez de imitar a Europa como modelo para o resto do mundo.

### Decolonização de dados
A decolonização de dados é o processo de despojamento de modelos coloniais e hegemônicos e estruturas epistemológicas que orientam a coleta, uso e disseminação de dados relacionados a povos e nações indígenas, priorizando e centralizando paradigmas, estruturas, valores e práticas de dados indígenas. A decolonização de dados é guiada pela crença de que os dados pertencentes aos povos indígenas devem ser propriedade e controle dos povos indígenas, conceito que está intimamente ligado à soberania de dados, bem como à decolonização do conhecimento.
A decolonização de dados está ligada ao movimento de descolonização que surgiu em meados do século XX.

## Críticas
Segundo Piet Naudé, os esforços da descolonização para criar novos modelos epistêmicos com leis de validação distintas daquelas desenvolvidas no sistema de conhecimento ocidental ainda não produziram o resultado desejado. A atual "virada decolonial acadêmica" tem sido criticada com base no fato de estar divorciada das lutas diárias das pessoas que vivem em lugares historicamente colonizados. Robtel Neajai Pailey diz que a descolonização epistêmica do século XXI falhará a menos que seja conectada e receptiva aos movimentos de libertação em andamento contra desigualdade social, racismo, austeridade, imperialismo, autocracia, sexismo, xenofobia, dano ambiental, militarização, impunidade, corrupção, vigilância da mídia, e roubo de terras porque a descolonização epistêmica "não pode acontecer em um vácuo político".
A "decolonização", tanto como tendência teórica quanto prática, tem enfrentado recentemente críticas crescentes. Por exemplo, Olúfẹ́mi Táíwò argumentou que é analiticamente doentio, confundindo "colonialidade" com "modernidade", levando-a a tornar-se um projeto político impossível. Argumentou ainda que corre o risco de negar a agência dos países ex-colonizados, ao não reconhecer que as pessoas muitas vezes aceitam e adaptam conscientemente elementos de diferentes origens, inclusive coloniais. Jonatan Kurzwelly e Malin Wilckens usaram o exemplo da descolonização de coleções acadêmicas de restos humanos — originalmente usadas para promover a ciência racista e legitimar a opressão colonial — para mostrar como os métodos acadêmicos contemporâneos e a prática política perpetuam noções reificadas e essencialistas de identidades.